# Aznalcázar
Aznalcázar est une commune située dans la province de Séville de la communauté autonome d’Andalousie en Espagne.

## Géographie

### Localisation

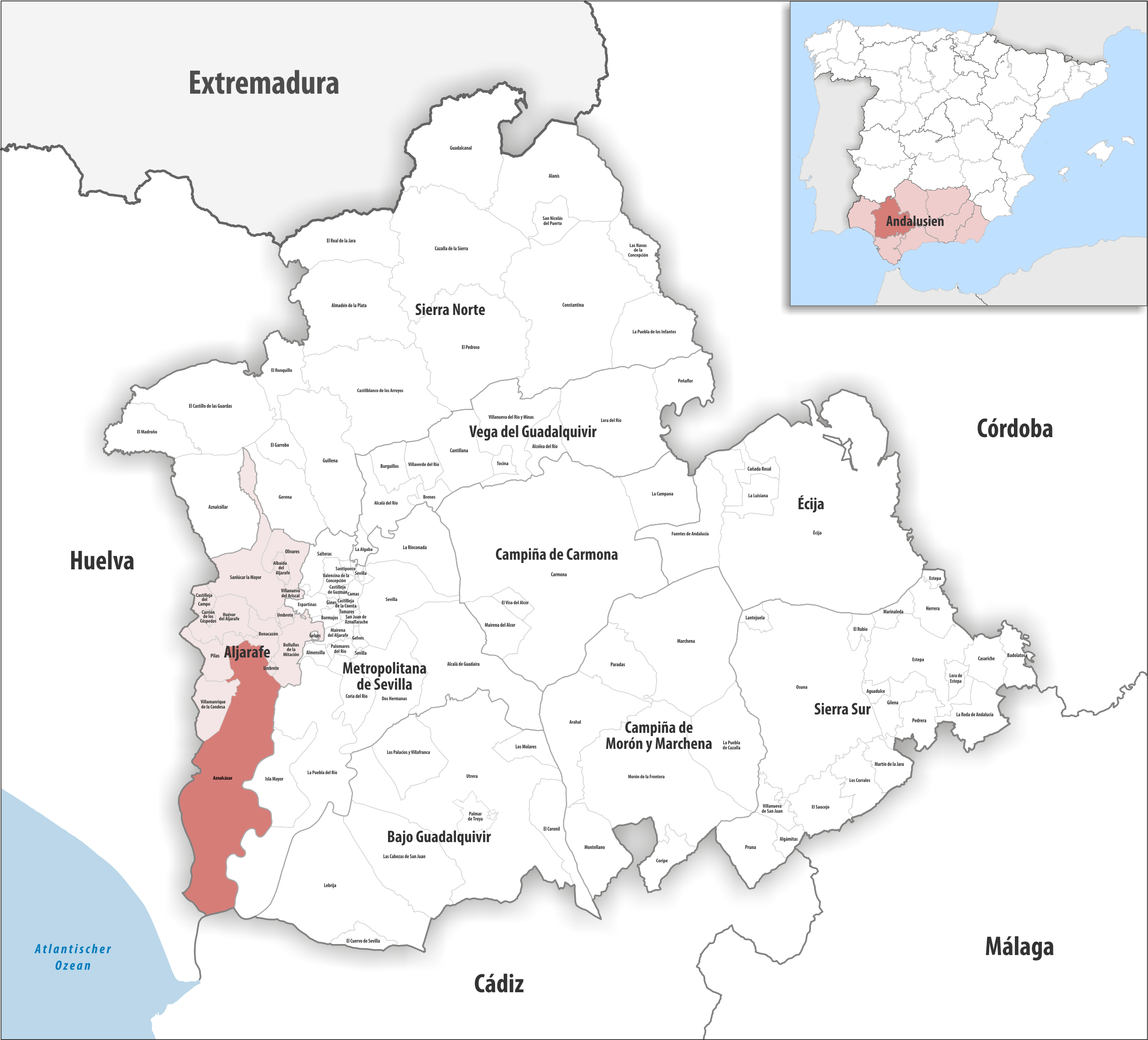
Aznalcázar dans la province de Séville, en Andalousie et en Espagne.

La commune d'Aznalcázar est dans la pointe sud-ouest de la province de Séville et dans la pointe sud de la comarque de El Aljarafe, sur les basses terres de la vallée du Guadalquivir. Elle jouxte la province de Huelva à l'ouest et la province de Cadix au sud.
Séville est à 30 km nord-est,
Madrid à 551 km nord-est,
Gibraltar à 228 km sud-sud-est.

### Communes voisines
Parmi les communes voisines de la province de Séville, Isla Mayor et La Puebla del Río sont dans la comarque de la zone métropolitaine de Séville ; les autres sont comme Aznalcazar dans la comarque de El Aljarafe.

Hinojos est dans la comarque d'El Condado de la province de Huelva. Sanlúcar de Barrameda est dans la comarque côte nord-ouest de Cadix de la province de Cadix.

### Généralités
Pratiquement toute la moitié sud de la commune est couverte des marais typiques du bas Guadalquivir. Ces terres humides sont incluses dans le parc national de Doñana, et une partie de l'ouest de la commune – comprenant le canal de Guadiamar partagé avec El Condado – est incluse dans le parc naturel de Doñana, qui borde le parc national de Doñana en plusieurs endroits.
Plus au nord, on trouve le paysage protégé « Corridor vert du Guadiamar » – car le Guadiamar traverse toute la commune en coulant du nord au sud.

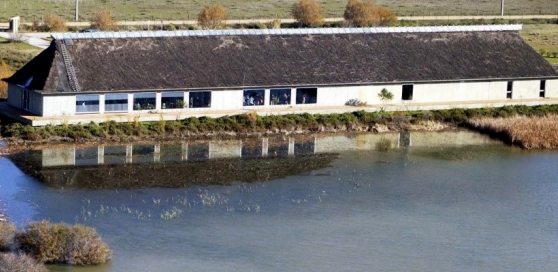
Centre de visiteurs du parc de Doñana, au bord de l'étang Lucio del Lobo
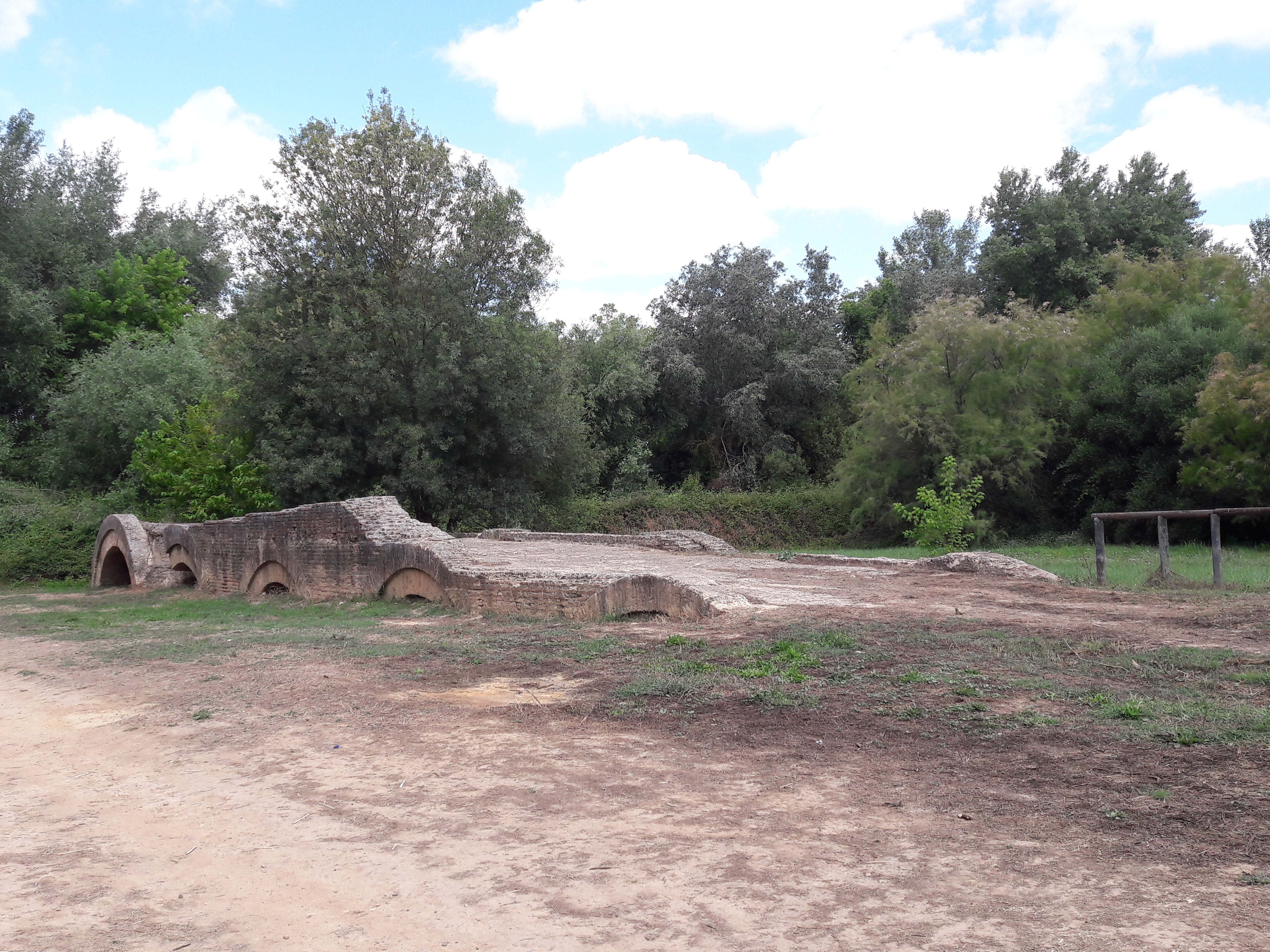
Pont romain dans le corridor vert du Guadiamar

Avec toutes ces zones humides dont l'emprise va s'accroissant vers le sud, le bourg est situé dans la pointe nord de la commune, là où les terres sont un peu plus sèches ; mais même là, l'eau reste un élément majeur : même dans la pinède dite Pinares de Aznalcázar on trouve des panneaux avertissant du passage d'amphibiens…

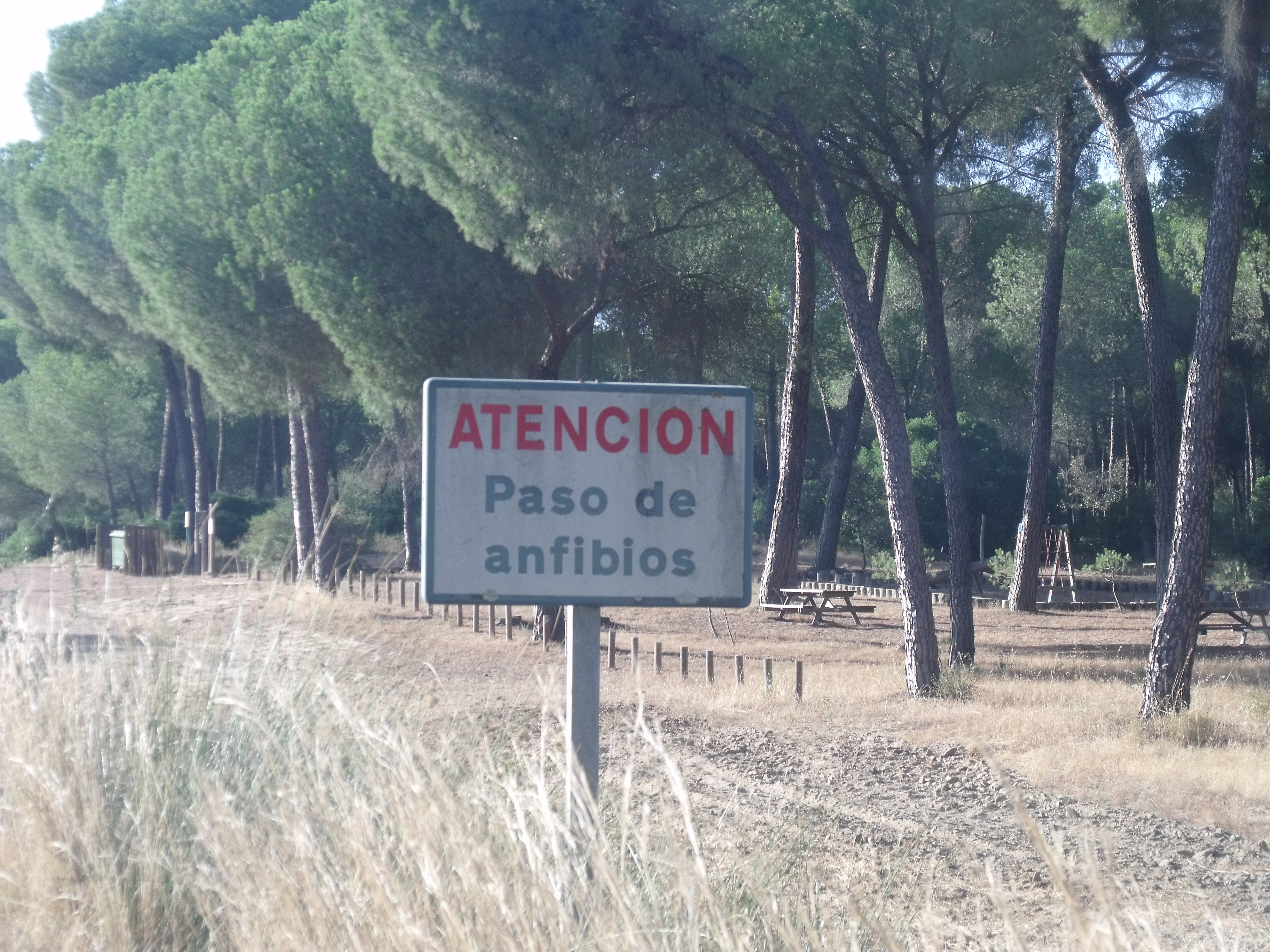
Pinares de Aznalcázar :
« passage d'amphibiens »

## Démographie

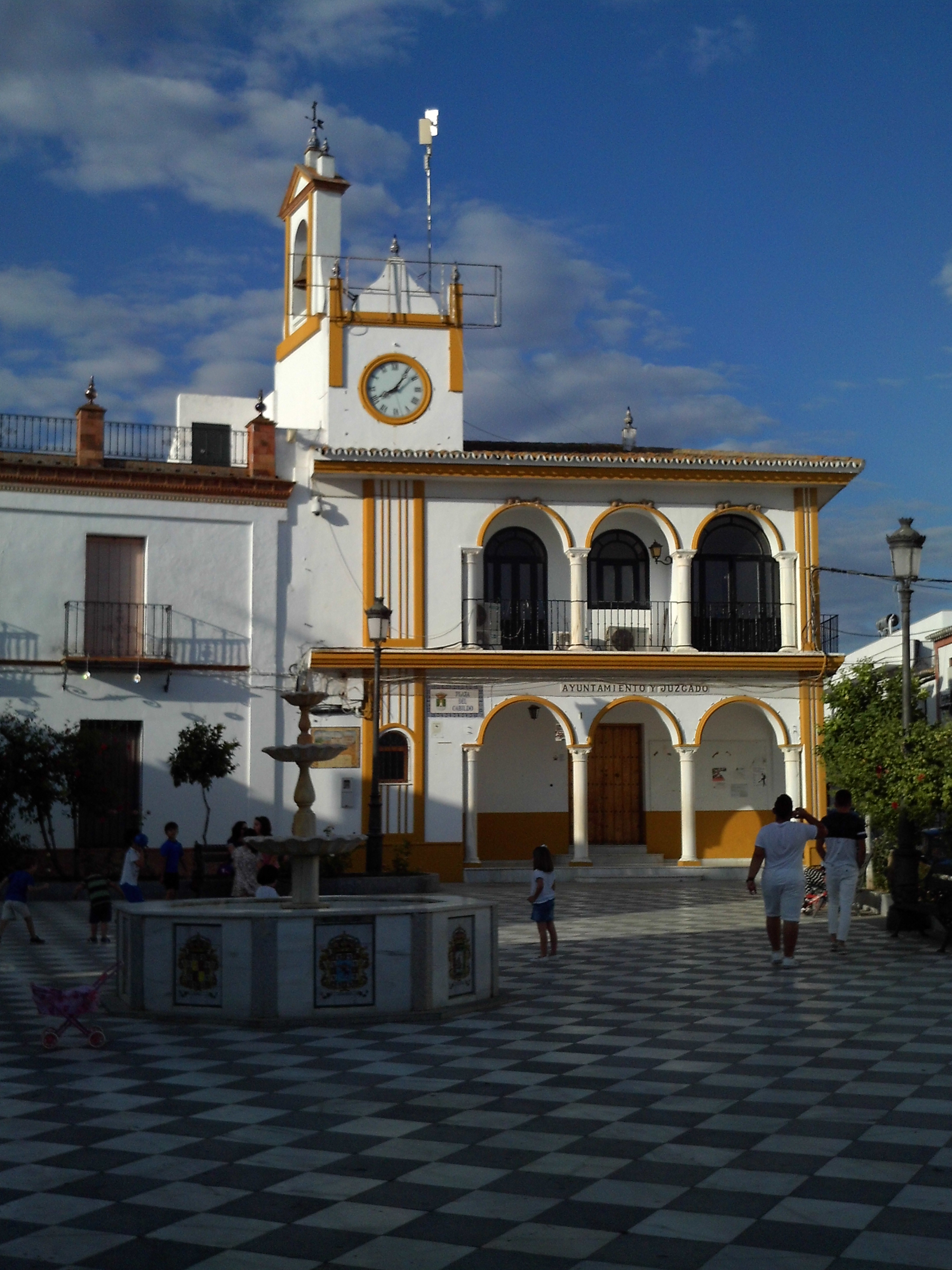
Mairie

| 1996  | 1998  | 1999  | 2000  | 2001  | 2002  | 2003  | 2004  | 2005  |
| ----- | ----- | ----- | ----- | ----- | ----- | ----- | ----- | ----- |
| 3 387 | 3 431 | 3 490 | 3 518 | 3 522 | 3 522 | 3 581 | 3 613 | 3 692 |

| 2006  | 2007  | 2008  | - | - | - | - | - | - |
| ----- | ----- | ----- | - | - | - | - | - | - |
| 3 793 | 3 860 | 4 003 | - | - | - | - | - | - |

## Administration
| Période                                  | Période | Identité | Étiquette | Qualité |
| ---------------------------------------- | ------- | -------- | --------- | ------- |
| N/A                                      | N/A     | N/A      | N/A       | Maire   |
| Les données manquantes sont à compléter. |         |          |           |         |